# Ondřej Knotek
Ondřej Knotek (* 31. srpna 1984 Sušice) je český politik a průmyslový manažer, od roku 2019 poslanec Evropského parlamentu, od roku 2024 zastupitel Karlovarského kraje, v letech 2014 až 2018 zastupitel (v letech 2014 až 2016 také radní) města Mariánské Lázně, v letech 2012 až 2015 člen Pirátů, od roku 2015 člen hnutí ANO.

## Život
Od dětství žil v Mariánských Lázních, ve městě také absolvoval gymnázium. Následně vystudoval chemické inženýrství na Vysoké škole chemicko-technologické v Praze (promoval v roce 2009 a získal titul Ing.). Poté působil rok u Policie ČR, nejprve jako hlídkový policista a poté jako kriminalista v protidrogovém oddělení.
Následující dva roky působil v oddělení kvality a validací ve farmaceutické firmě v Praze. Před zvolením europoslancem pracoval jako manažer kvality ve strojírenské firmě v Tachově.
V letech 2015 až 2016 působil rovněž jako člen dozorčí rady Nemocnice Mariánské Lázně.
Ondřej Knotek žije od roku 2012 opět ve městě Mariánské Lázně na Chebsku, konkrétně v části Hamrníky. Ve volném čase se věnuje sportu (běh, horské kolo, plavání, snowboarding), hudbě (bubeník kapely Řetězová reakce) a kultuře (divadlo, koncerty).

## Politické působení
Na konci roku 2012 se stal členem Pirátů, když spoluzaložil místní sdružení strany v Mariánských Lázních, jemuž také předsedal. V komunálních volbách v roce 2014 byl z pozice lídra pirátské kandidátky zvolen zastupitelem města Mariánské Lázně. V listopadu 2014 se navíc stal radním města. V červnu 2015 však kvůli „hodnotovému rozkolu“ Piráty opustil a několik měsíců poté vstoupil do hnutí ANO 2011. V březnu 2016 rezignoval na post radního města. Ve volbách v roce 2018 tedy obhajoval mandát zastupitele města jako člen hnutí ANO 2011, ale neuspěl (skončil jako druhý náhradník).
Ve volbách do Evropského parlamentu v květnu 2019 byl zvolen za hnutí ANO 2011 europoslancem, když figuroval na 5. místě kandidátky hnutí. V krajských volbách v roce 2020 kandidoval do Zastupitelstva Karlovarského kraje z 38. místa kandidátky hnutí ANO 2011, avšak nebyl zvolen. V komunálních volbách v roce 2022 neúspěšně kandidoval do zastupitelstva Mariánských Lázní z posledního 21. místa kandidátky hnutí ANO 2011.
Ve volbách do Evropského parlamentu v červnu 2024 obhajoval mandát europoslance jako člen hnutí ANO na 3. místě kandidátky. Hnutí volby vyhrálo a Knotek se ziskem 8 565 preferenčních hlasů svůj mandát obhájil.
V krajských volbách v roce 2024 byl zvolen jako člen hnutí ANO zastupitelem Karlovarského kraje.